# Grayite
La grayite est un minéral composé de phosphate de thorium hydraté, découvert en Rhodésie en 1957 par S. H. U. Bowie et nommé en l’honneur du géologue Anton Gray.
On la trouve le plus souvent dans des masses microgranulaires, mais occasionnellement en agrégats de cristaux hexagonaux. Sa couleur est le plus souvent un marron plus ou moins foncé avec des teintes légères de rouge, mais aussi une teinte plus jaunâtre avec un aspect grisâtre. Sa dureté est moyenne.
En raison de sa composition contenant du thorium, elle est légèrement radioactive.